# Битка при Усти над Лабе
Битката при Аусиг (на немски: Schlacht bei Aussig; на чешки: Bitva u Ústí nad Labem) се състои през 1426 г. и е първата победа на хуситите без водачеството на Ян Жижка. Тя се води между обединените хуситски сили на Пражкия съюз и таборитите, и войските на Четвъртия кръстоносен поход срещу Бохемия.

## Ход на битката
Битката се развива около хусисткия мобилен форт – табора. Според източниците кръстоносците разполагат със собствени бойни фургони, но въобще не ги използват. Вместо това те искат да впрегнат численото си превъзходство и нападат табора, целейки ръкопашен бой. Въоръжени с тежки брадви германските нобили и войниците им разсичат веригите между фургоните и се втурват в табора. За кратко хусистката дефанзивна тактика е пробита. Въпреки това чешките ветерани успяват да организират втора линия на защита с щитове тип павезе. Това овладява устрема на кръстоносците, а атака на малобройната хуситска конница успява да изненада в гръб германците и да ги обърне в бяг.